# فيلادلفيا دائما مشمسة (الموسم التاسع)
الموسم التاسع من المُسلسل الكوميدي الأمريكي فيلادلفيا دائماً مشمسة، بدأ عرضهُ في 4 سبتمبر، 2013، على قناة FXX. وتكون من 10 حلقات، إنتهى عرضهُ في 6 نوفمبر، 2013.

## الممثلين والشخصيات

### شخصيات رئيسية
- تشارلي داي بدور تشارلي كيلي (10 حلقات)
- غلين هاورتون بدور دينيس رينولدز (10 حلقات)
- روب ماكيلهيني بدور ماك (10 حلقات)
- كايتلين اولسون بدور دياندرا رينولدز (10 حلقات)
- داني ديفيتو بدور فرانك رينولدز (10 حلقات)

### شخصيات متكررة
- ماري إليزابيث إليس بدور النادلة (2 حلقتان)
- آرتيميس بيبداني بدور آرتيميس (2 حلقتان)
- ديفيد هورنسبي بدور ماثيو «ريكيتي كريكت» مارا (1 حلقة)
- جيمي سيمبسون بدور ليام ماكبويل (1 حلقة)
- نايت موني بدور رايان ماكبويل (1 حلقة)
- ماري لين راجسكوب بدور غايل ذا سنايل (1 حلقة)
- ليني ستيوارت بدور السيدة. كيلي (1 حلقة)
- ساندي مارتن بدور السيدة. ماكدونالد (1 حلقة)
- برايان أنغر بدور المحامي (1 حلقة)
- كاثرين ريتمان بدور مورين بونديروسا (1 حلقة)
- ترافيس شولت بدور بين الجندي (1 حلقة)
- رودي بايبر بدور دا مانياك (1 حلقة)
- ديف فولي بدور المدير ماكلنتاير (1 حلقة)
- أندرو فريدمان بدور العم جاك كيلي (1 حلقة)
- لانس باربربدور بيل بونديروسا (1 حلقة)
- تشاد إل كولمان بدور زي (1 حلقة)
- تي. جاي. هوبن بدور ريكس (1 حلقة)
- جيسيكا كولنز بدور جاكي ديناردو (1 حلقة)
- شيلي ديساي بدور هوانغ (1 حلقة)
- زاكري كينغتون (1 حلقة)
- ثيسي سيرفس بدور مارغريت ماكبويل (1 حلقة)
- ريتشارد روكولو بدور ممثل الشركة (1 حلقة)
- اليخاندرو باتينو بدور السيد. خواريز (1 حلقة)

### ضيوف الحلقات
- كونان أوبراين
- بيتر جاكوبسون بدور روتنبيرغ
- كيفن دافيتيان سنايدر
- لافيل كرافورد بدور لاند سلايد
- بوب ويلتفونغ بدور تشيت
- أوسكار نونيز
- روجر بارت
- شون ويليام سكوت
- جوش غروبان
- جيمي أو. يانغ الطالب الأسيوي
- بيرن غورمان

## الحلقات
| تسلسل إجمالي | تسلسل الموسم | عنوان الحلقة "بالإنجليزية"                   | إخراج      | كتابة                                   | تاريخ العرض    | رمز الإنتاج | عدد المشاهدين بالمليون |
| ------------ | ------------ | -------------------------------------------- | ---------- | --------------------------------------- | -------------- | ----------- | ---------------------- |
| 95           | 1            | "The Gang Broke Dee"                         | ريكي كين   | تشارلي داي، غلين هاورتون وروب ماكيلهيني | 4 سبتمبر 2013  | XIP09001    | 0.757                  |
| 96           | 2            | "Gun Fever Too: Still Hot"                   | تود بيرمان | تشارلي داي، غلين هاورتون وروب ماكيلهيني | 11 سبتمبر 2013 | XIP09005    | 0.606                  |
| 97           | 3            | "The Gang Tries Desperately to Win an Award" | ريكي كين   | تشارلي داي، غلين هاورتون وروب ماكيلهيني | 18 سبتمبر 2013 | XIP09003    | 0.521                  |
| 98           | 4            | "Mac and Dennis Buy a Timeshare"             | دان آتياس  | ديفيد هورنسبي                           | 25 سبتمبر 2013 | XIP09008    | 0.458                  |
| 99           | 5            | "Mac Day"                                    | ريكي كين   | ديف وجون تشيرنين                        | 2 أكتوبر 2013  | XIP09004    | 0.459                  |
| 100          | 6            | "The Gang Saves the Day"                     | دان آتياس  | تشارلي داي، غلين هاورتون وروب ماكيلهيني | 9 أكتوبر 2013  | XIP09007    | 0.509                  |
| 101          | 7            | "The Gang Gets Quarantined"                  | هيث كولينز | ديفيد هورنسبي                           | 16 أكتوبر 2013 | XIP09010    | 0.574                  |
| 102          | 8            | "Flowers for Charlie"                        | دان آتياس  | ديفيد بينيوف ودي. بي. وايس              | 23 أكتوبر 2013 | XIP09009    | 0.460                  |
| 103          | 9            | "The Gang Makes Lethal Weapon 6"             | دان آتياس  | سكوت ماردر                              | 30 أكتوبر 2013 | XIP09006    | 0.427                  |
| 104          | 10           | "The Gang Squashes Their Beefs"              | تود بيرمان | روب روزيل                               | 6 نوفمبر 2013  | XIP09002    | 0.535                  |

## وصلات خارجية
- قائمة حلقات فيلادلفيا دائما مشمسة  على قاعدة بيانات الأفلام على الإنترنت